# Saigusaozephyrus
Saigusaozephyrus là một chi bướm ngày thuộc họ Lycaenidae. Nó được miêu tả chi tiết bởi Asibatania Fujioka vào năm 1993